# Kévin Le Roux
Kévin Le Roux (* 11. Mai 1989 in Champigny-sur-Marne) ist ein französischer Volleyball-Nationalspieler.

## Karriere

### Verein
Le Roux begann 2004 mit dem Volleyballspielen und spielte in seiner Jugend beim VBC Malouin und im Centre National de Volley-Ball. Von 2009 bis 2013 spielte er in der französischen Liga für den AS Cannes. Mit Pallavolo Piacenza gewann der Mittelblocker 2014 den italienischen Pokal. Nach einer Saison in Japan bei den Hyundai Skywalkers wurde Le Roux 2016 mit Halkbank Ankara türkischer Meister. Seine weiteren Stationen in Europa waren Pallavolo Modena, Dynamo Moskau und Rennes Volley 35. Mit Sada Cruzeiro Vôlei wurde er 2018/19 Südamerikanischer Klubmeister und Brasilianischer Pokalsieger. Nach einer Saison in China bei Peking BAW spielte Le Roux 2020/21 bei den Berlin Recycling Volleys in der deutschen Bundesliga und gewann mit dem Sportclub aus der Hauptstadt die Meisterschaft und den Supercup.

### Nationalmannschaft
Nach einigen Jahren in der französischen Junioren-Nationalmannschaft spielt Le Roux seit 2010 in der A-Nationalmannschaft. 2015 gewann er mit Frankreich die Weltliga und die Europameisterschaft. Bei den Olympischen Spielen 2016 in Rio de Janeiro schied er nach der Vorrunde aus. Le Roux gewann mit Frankreich die Weltliga 2017 und wurde Zweiter in der Nations League 2018. Danach nahm er an der Weltmeisterschaft teil und belegte den siebten Rang. Le Roux wurde mehrfach als „Bester Mittelblocker“ ausgezeichnet.